# Guillem de Requesens
Guillem de Requesens (Tarragona, segle xiii - 1303) va ser un sacerdot, canonge de la Seu de Tarragona.
Pertanyia a una de les famílies tarragonines econòmicament més poderoses, els Requesens, d'una nissaga de mercaders i amics de l'arquebisbe Bernat d'Olivella. Guillem va ser ardiaca de Sant Fructuós, a Tarragona. El 1280 ja feia alguns anys que era canonge a la Seu, i exercia el càrrec de tresorer. Va ser nomenat Cambrer cap al 1290, substituint Bertran de Vilafranca, que havia mort el 1288. El càrrec de Cambrer li conferia la senyoria d'un terç de la vila de Reus i el dret a ocupar el Castell en aquesta vila. L'Arquebisbe Bernat d'Olivella va morir el 1287, i la mitra va restar vacant fins al 1289, quan va ser nomenat Rodrigo de Tello, un arquebisbe no elegit per la via habitual sinó imposat per Roma, i a més, contrari al Rei Alfons. Quan va prendre possessió el nou arquebisbe va trobar un capítol catedralici dividit, i en part excomunicat per Bernat d'Olivella. Es va dedicar a restaurar el patrimoni de la Mitra, i se suposa que va retenir els delmes que cobrava de la vila de Reus, ja que no hi havia cambrer nomenat. Fins al desembre de 1291 no va prendre possessió de la cambreria Guillem de Requesens. El 1292 el feu de Riudoms va passar a mans del paborde Guillem de Banyeres, i el Cambrer de Reus en va rebre unes rendes. El 1296 hi va haver un enfrontament entre els veïns de Reus i els de Riudoms, perquè els primers van envair el terme riudomenc. Aquell any, l'arquebisbe Rodrigo de Tello, com a senyor efectiu de Riudoms, va cridar al castell d'Escornalbou, al Cambrer de Reus i als reusencs que havien delinquit per tal "de fermar de dret en son poder sobre la invasió i penyorament per ells fet en lo terme de Riudoms". Se'n desconeixen més fets d'aquest Guillem de Requesens, que va morir el 9 de juliol de 1303. La cambreria de Reus la va ocupar a continuació Ramon d'Anglesola.